# Honorato Vásquez
Honorato Vásquez Ochoa (Cuenca, 21 de octubre de 1855 - Cuenca, 26 de enero de 1933) fue un destacado diplomático y escritor ecuatoriano nacido en Cuenca. A pesar de las dificultades económicas, incursionó en la literatura y la política, sufriendo persecución y exilio antes de regresar a Ecuador para ocupar cargos importantes y destacarse como intelectual y miembro de la Academia Ecuatoriana de la Lengua. En sus últimos años, combinó su labor diplomática y su rectorado en la Universidad de Cuenca con su afición por la pintura y la escritura.

## Biografía

### Primeros años
Honorato Vásquez Ochoa fue un destacado diplomático y escritor ecuatoriano nacido en Cuenca en 1855. Proveniente de una familia con inclinaciones artísticas, demostró desde temprana edad una notable inteligencia y un carácter austero dedicado al estudio. Su formación inicial estuvo marcada por el apoyo del presbítero Federico González Suárez, quien influyó en su desarrollo intelectual y vocacional. A pesar de enfrentar la pobreza tras la muerte de su padre, Vásquez incursionó en la literatura colaborando en revistas y publicando sus primeras obras poéticas, mostrando una sensibilidad hacia la naturaleza y la introspección.
Su vida dio un giro político al protestar contra abusos del gobierno, lo que le valió persecución y exilio en Perú. Durante su tiempo en Lima, trabajó como profesor y comenzó a escribir sobre su experiencia, aunque un breve romance lo llevó a vivir en la pobreza. A su regreso a Ecuador tras la caída de la dictadura, Vásquez se involucró activamente en la política, siendo diputado y subsecretario, donde impulsó la codificación de la ley de instrucción pública. También se destacó en el ámbito literario, siendo miembro de la Academia Ecuatoriana de la Lengua y publicando obras poéticas y ensayos que generaron debate y reconocimiento.

### Trayectoria

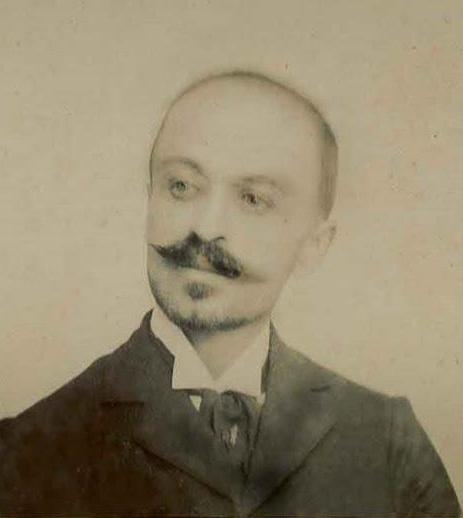
Honorato Vásquez

Honorato Vásquez se distinguió por su dedicación a la juventud, ofreciéndole guía basada en su profunda observación y estudio metódico, más que en la simple experiencia de la edad. Su compromiso como profesor fue importante, y buscó oportunidades para instruir y ser útil a los jóvenes. Esta cualidad de mentor bondadoso lo caracterizó a lo largo de su vida, incluso cuando incursionó en la diplomacia y la política. Su carrera diplomática comenzó en 1890, marcando el inicio de una serie de misiones importantes, incluyendo la negociación de límites con Colombia y la gestión de un tratado con Perú. A pesar de algunos fracasos en sus gestiones diplomáticas, como la no ratificación del Tratado Herrera-García y las complicaciones con la llamada Deuda Gordiana, Vásquez demostró su capacidad y compromiso con los intereses de su país. Sin embargo, su paso por la política también estuvo marcado por controversias, como su postura en contra de la libertad de conciencia en asuntos religiosos, lo que le generó conflictos y enemistades.
En sus últimos años, Vásquez desempeñó roles significativos como Rector de la Universidad de Cuenca y continuó su labor diplomática, especialmente en relación con el litigio de límites con Perú. Su misión especial en Madrid para obtener un laudo favorable del Rey Alfonso XIII lo mantuvo alejado de su familia y lo sumió en periodos de aislamiento y depresión. A pesar del fracaso del Laudo y la amenaza de conflicto con Perú, Honorato Vásquez abogó por la mediación papal, aunque sin éxito debido a las tensas relaciones con la Santa Sede. Su regreso a Ecuador fue triunfal, siendo incluso considerado como precandidato presidencial por el Partido Conservador. Sin embargo, su largo exilio había fracturado su matrimonio. Aunque se le ofreció un cargo como Canciller, los turbulentos eventos políticos lo impidieron, y posteriormente declinó un puesto en la Corte Suprema para dedicarse al rectorado de la Universidad de Cuenca hasta su jubilación en 1923.
Durante su rectorado, Vásquez exploró su faceta artística, estudiando pintura con Tomás Povedano y destacándose en paisajes y retratos de su entorno azuayo, compartiendo esta afición con otros artistas locales. Su vida familiar, aunque marcada por la separación de su esposa, se desarrolló en una casona junto a sus hijos y hermanas. Su carácter bondadoso y su sensibilidad se reflejaron en sus relaciones y en sus escritos, colaborando en diversas revistas con artículos piadosos y eruditos, a menudo bajo el seudónimo de "José Mendes". Su erudición en temas idiomáticos y su profunda religiosidad quedaron plasmadas en su obra "Piedad y Letras".

### Últimos años
En sus últimos años, Vásquez continuó su producción literaria y artística, exponiendo sus pinturas y publicando obras como su elogio a Crespo Toral. La pérdida de su hijo Enmanuel fue un golpe muy duro. A pesar de su avanzada edad y problemas de salud, recibió reconocimientos como "Ciudadano de Honor de Quito" y homenajes de varias municipalidades. Falleció en 1933, dejando un legado de talento, perseverancia y patriotismo, recordado por su labor intelectual y su sensibilidad artística, con monumentos y escuelas nombradas en su honor.

## Obras publicadas

### Literatura
- 1872: Elena (Leyenda histórica)
- 1877: Sábados de Mayo (Poesía, en colaboración con Miguel Moreno)
- 1885: En el Destierro (Poesía)
- 1933: Ecos del destierro (Segunda edición de En el Destierro, con fragmentos de su libro de viaje - Poesía y Prosa)
- 1935: Libro de Tobias. Memorial de mi destierro (Memorial/Prosa autobiográfica)
- 1940: Constancia Filial (Cuento)
- 1940: Piedad y Letras (Recopilación de artículos religiosos y literarios)
- 1917: Elogio sobre la obra poética de Crespo Toral (Ensayo/Crítica literaria)

### Derecho
- 1891: Ley de Instrucción Pública concordada y puesta al corriente de la Legislación actual (Ensayo/Compilación Legal)
- 1898: Memoria histórica jurídica sobre los límites ecuatorianos – peruanos (Ensayo/Alegato Jurídico)
- 1899: Voto razonado contra el aplauso al Ministro de Relaciones Exteriores Miguel Valverde (Ensayo/Voto en el Congreso)
- 1899: Ley del Patronato (Ensayo/Folleto)
- 1904: Cuestiones religiosas en el Senado (Ensayo/Debate Parlamentario)
- 1907: El Epílogo peruano (Ensayo sobre límites)
- 1908: Itinerario del litigio de Límites entre el Ecuador y Perú, con un Apéndice (Ensayo sobre límites)
- 1909: Memorándum final del Perú. Contra memorándum de Honorato Vázquez (Ensayo sobre límites)
- 1910: Litigio de límites entre el Ecuador y el Perú, conteniendo las notas, dictámenes, enmiendas, etc. (Ensayo/Compilación sobre límites)
- 1910: La Misión diplomática de Honorato Vázquez en Madrid para el litigio de límites entre el Ecuador y el Perú. Juicio de la prensa (Ensayo)

### Ensayos
- 1878: Virtud e Hidalguía mal interpretada (Ensayo/Réplica)
- 1886: Discurso de clausura del Congreso Eucarístico de Quito (Discurso)
- 1889: Arte y Moral (Ensayos/Discursos/Lecciones)
- 1940: Reparos sobre nuestro lenguaje usual (Ensayo/Lingüística)

- 1940: Cristo Rey (Ensayo histórico y religioso)
- 1937: Opinión sobre el dictamen del señor Santa María de Paredes (Ensayo/Opinión)